# Send His Love to Me
«Send His Love to Me» —en españolː Envíame su amor— es una canción de la cantante y compositora británica PJ Harvey, perteneciente a To Bring You My Love, su tercer álbum de estudio. Publicada por Island Records en octubre de 1995, fue escogida como el tercer y último sencillo encargado de promocionar dicho trabajo discográfico, obteniendo una moderada rotación que le permitió alcanzar el puesto número 34 en la lista de sencillos del Reino Unido.

## Historia
«Send His Love to Me» fue escrita por Harvey y producida por ella junto a Flood y John Parish. Grabada con el resto de las canciones que conformarían To Bring You My Love entre septiembre y octubre de 1994 en los Townhouse Studios en Londres, fue mezclada en Windmill Lane, Dublín, entre octubre y noviembre de aquel año. Al igual que los dos sencillos predecesores del disco («Down by the Water» y «C'mon Billy») la canción contó con arreglos de cuerda por parte de Pete Thomas, junto con Sonia Slany en violín, Jocelyn Pook y Jules Singleton en viola, y Sian Bell en violonchelo.
Island editó la canción en formatos de sencillo en CD y vinilo de 7", que trajeron consigo los lados b «Long Time Coming» (grabado para la BBC Radio 1) y «Harder», además de versiones en directo de temas como «Hook» y «Water», registradas en el festival de Glastonbury.

## Vídeo musical
El vídeo musical de «Send His Love to Me» fue dirigido por Maria Mochnaz; grabado en blanco y negro, en él se muestra a Harvey ataviada con un vestido blanco, interpretando la canción en una pequeña casa en un desierto, para posteriormente salir de ella y caminar descalza en lo que resta de la filmación.

## Lista de canciones
Todas las canciones han sido escritas por PJ Harvey.
| Sencillo en CD en Reino Unido, Europa y Australia 1. «Send His Love to Me» - 4:20 2. «Long Time Coming» (Evening Session Version) - 4:15 3. «Harder» - 2:04 Sencillo en CD en digipack del Reino Unido 1. «Send His Love to Me» - 4:20 2. «Hook» (Live from Glastonbury) - 4:37 3. «Water» (Live from Glastonbury) - 6:55 Sencillo en CD y casete promocional del Reino Unido 1. «Send His Love to Me» - 4:20 2. «Darling Be There» - 3:46 3. «Maniac» - 4:01 Sencillo en CD europeo cardsleeve 1. «Send His Love to Me» - 4:20 2. «Long Time Coming» (Evening Session Version) - 4:15 | Sencillo promocional en Estados Unidos 1. «Send His Love to Me» - 4:20 2. «Long Time Coming» (Evening Session Version) - 4:15 3. «Harder» - 2:04 4. «Hook» (Live from Glastonbury) - 4:37 5. «Water» (Live from Glastonbury) - 6:55 Sencillo en CD promocional en Francia 1. «Send His Love to Me» - 4:20 Vinilo de 7" en Europa Lado A 1. «Send His Love to Me» - 4:20 Lado B 1. «Long Time Coming» (Evening Session Version) - 4:15 |

## Posicionamiento en las listas
| País        | Lista (1995)     | Posición |
| ----------- | ---------------- | -------- |
| Reino Unido | UK Singles Chart | 34       |

## Créditos
Los créditos se han adaptado a partir de las notas de To Bring You My Love.
| Músicos - PJ Harvey – voz - John Parish – guitarras, percusión - Jean-Marc Butty - percusión Músicos invitados - Pete Thomas – arreglos de cuerda - Sonia Slany – violín - Jocelyn Pook – viola - Jules Singleton – viola - Sian Bell – chelo | Técnicos - Flood – producción, ingeniero de sonido, mezcla - John Parish - producción Diseño - Fotografía - Maria Mochnacz |